# Frito Bandito
Frito Bandito fue la mascota de dibujos animados de los chips de maíz Fritos de 1967 a 1971. El Bandito fue creado por Foote, Cone & Belding Agency y animado por Tex Avery. El personaje fue interpretado por Mel Blanc, quien usó un acento mexicano exagerado, similar a otro personaje suyo, Speedy Gonzales. El Frito Bandito hablaba un inglés deficiente y robaba a la gente sus chips de maíz Fritos, una referencia al estereotipo del "bandido mexicano" en las películas occidentales.
La presión del Comité Nacional Mexicano-Americano Antidifamación y otros provocaron una actualización del personaje; le quitaron el diente de oro y la barba incipiente y le peinaron el cabello. El personaje fue retirado en 1971. Fue reemplazado por Muncha Bunch, un grupo de vaqueros, y W.C. Fritos, un personaje inspirado en el comediante W.C. Campos.

## Historia
El personaje de Frito Bandito fue desarrollado por la firma de publicidad Foote, Cone & Belding y lanzado por Frito-Lay en 1967. El actor Mel Blanc proporcionó la voz del personaje, mientras que la animación fue dirigida por Tex Avery en Cascade Studios en California. El personaje era un revolucionario mexicano estereotipado con sombrero, bigote en forma de manillar y un fuerte acento consistente con las imágenes de Pancho Villa. Llevaba dos pistolas y robó a la gente sus chips de maíz Fritos a punta de pistola.  Frito Bandito apareció originalmente en comerciales que se transmitían durante programas de televisión para niños, pero debido a la popularidad del personaje, Frito-Lay pronto comenzó a usar Bandito en toda la publicidad impresa y televisiva.
Frito-Lay fue una de varias empresas estadounidenses que presentaron a los revolucionarios mexicanos en su publicidad a finales de la década de 1960; otras incluyeron Liggett & Myers Tobacco Company, Elgin Watch Company y American Motors. En 1968, se fundaron dos grupos de defensa mexicano-estadounidenses en oposición al uso de estereotipos étnicos en la publicidad: el Comité Nacional Mexicano-Estadounidense Antidifamación (NMAADC) en Washington D. C., y el Involvement of Mexico-Americans in Gainful Endeavors (IMAGEN) en San Antonio, Texas. El Comité Antidifamación México-Estadounidense "amenazó con presentar una demanda por difamación por valor de 610 millones de dólares contra Frito-Lay Corporation, su agencia de publicidad y las cadenas de televisión CBS y ABC en nombre de todos los mexicano-estadounidenses" y afirmó que la doctrina de equidad de la FCC permitía les otorga el derecho a "contradiscurso" en respuesta al marketing que presenta al personaje. En respuesta a la presión de los grupos, Frito-Lay modificó el personaje para que pareciera más amigable. También le quitaron el diente de oro y la barba. Tras el asesinato de Robert F. Kennedy en 1968, Bandito ya no blandía pistolas.
A pesar de la controversia, Frito-Lay apoyó al personaje. La compañía citó una encuesta de cuatro ciudades en California y Texas realizada por Foote, Cone & Belding que encontró que al 85% de los mexicano-estadounidenses les gustaba el Frito Bandito. En respuesta, IMAGE y NMAADC trasladaron sus protestas a las estaciones de televisión locales que transmitían comerciales de Bandito. En 1969, KPIX y KRON en San Francisco, California y KNBC en Los Ángeles se convirtieron en las primeras estaciones en prohibir el personaje. Los grupos también presionaron a la Comisión Federal de Comunicaciones para obtener tiempo de transmisión gratuito para responder al Frito Bandito bajo la doctrina de equidad.
Frito-Lay presentó una nueva mascota de dibujos animados en 1969: W.C. Fritos (basado en el comediante W.C. Fields). En julio de 1970, la compañía había dejado de transmitir anuncios de Bandito en los estados de California, Oregón y Washington, reemplazándolos con anuncios que presentaban a un grupo de dibujos animados de vaqueros euroamericanos forajidos conocidos como Muncha Buncha. Frito-Lay puso fin a la campaña de Frito Bandito en 1971.

## Jingle
La campaña de Frito Bandito incluyó una canción cantada al son de la canción tradicional mexicana "Cielito Lindo" en estilo canto junto:

¡Ay, ay, ay, ay! Oh, soy dee Frito Bandito. Me gustan los chips de maíz Fritos, me encantan, sí. Quiero chips de maíz Fritos. Los conseguiré de ti.
Ay, ay, ay, ay, ay, soy el Frito Bandito. Dame chips de maíz Fritos y seré tu amigo. El Frito Bandito no debes ofender.
Mensaje Comercial